# Turismo na Noruega
A Noruega oferece uma natureza espetacular, com enormes fiordes, montanhas, quedas de água e glaciares.
O norte do país proporciona a aurora boreal e o sol da meia-noite.

O turismo na Noruega atrai anualmente milhões de visitantes. Representa uns 4%  do PNB, e dá emprego a umas 125 800 pessoas, isto é, 6% da mão de obra do país.

## Destinos turísticos

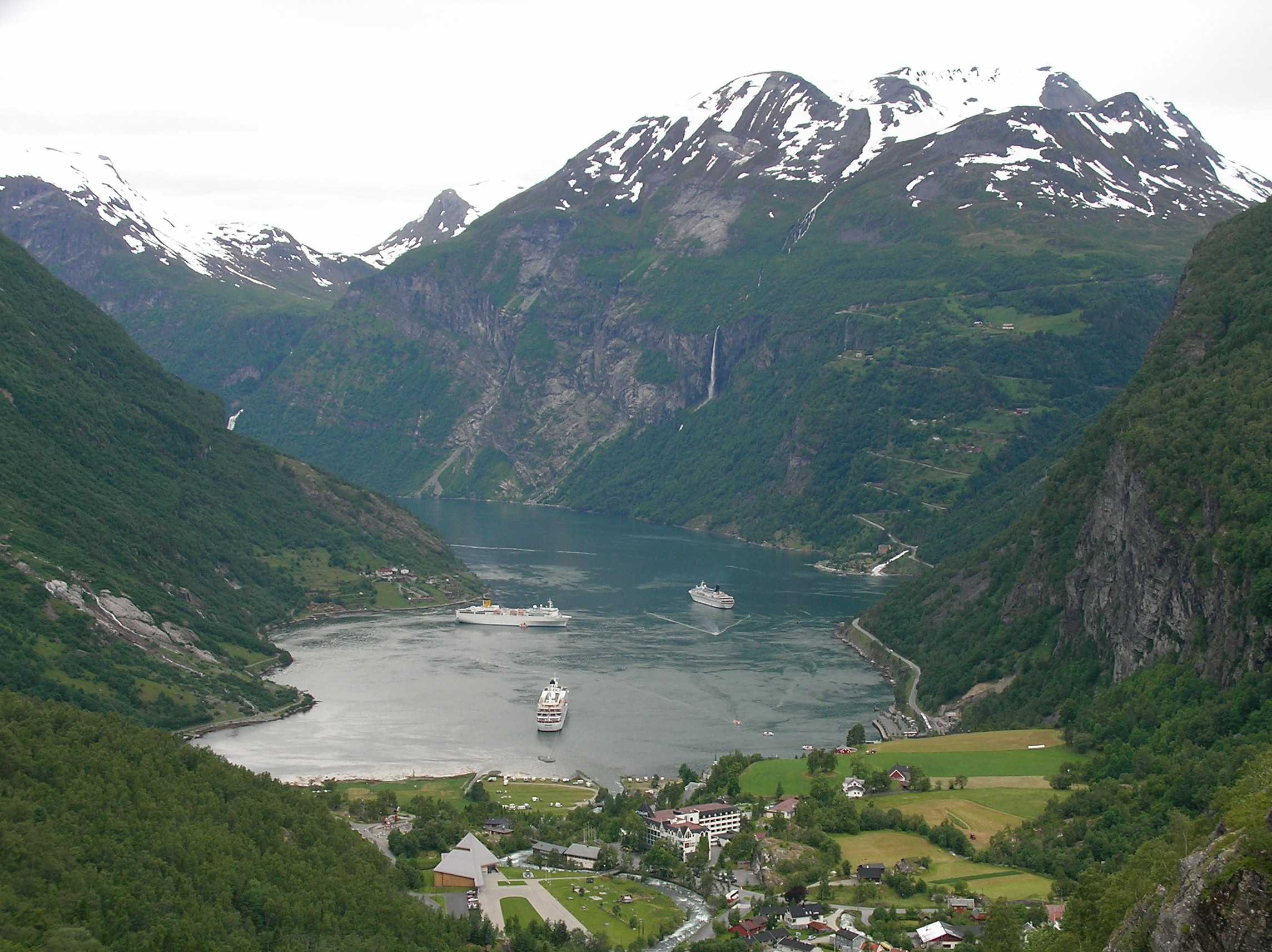
Fiorde de Geiranger
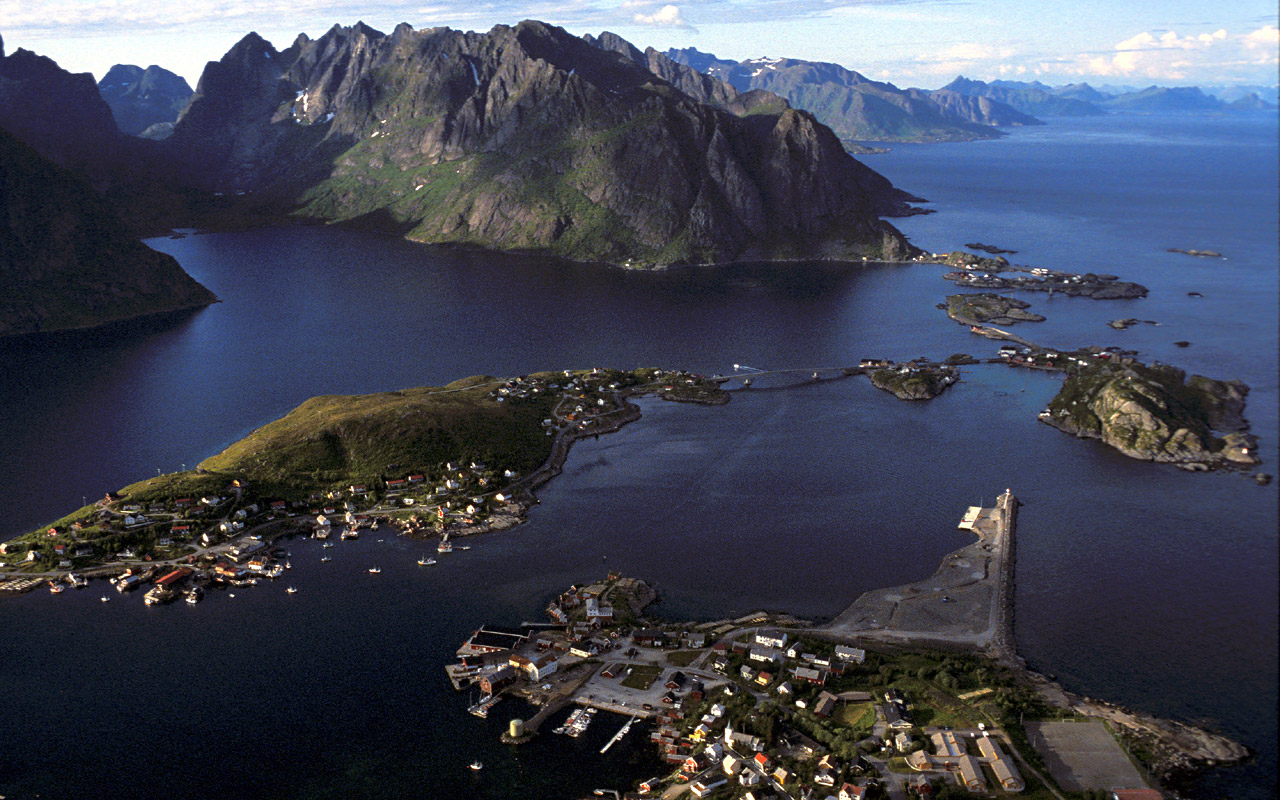
As ilhas de Lofoten
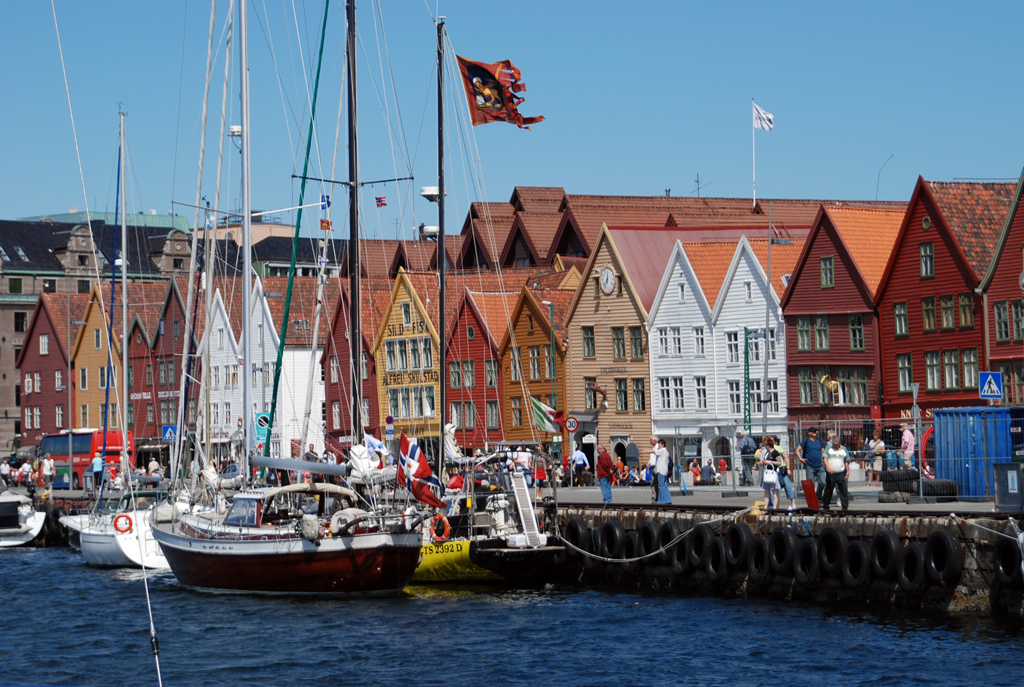
O cais da cidade de Bergen
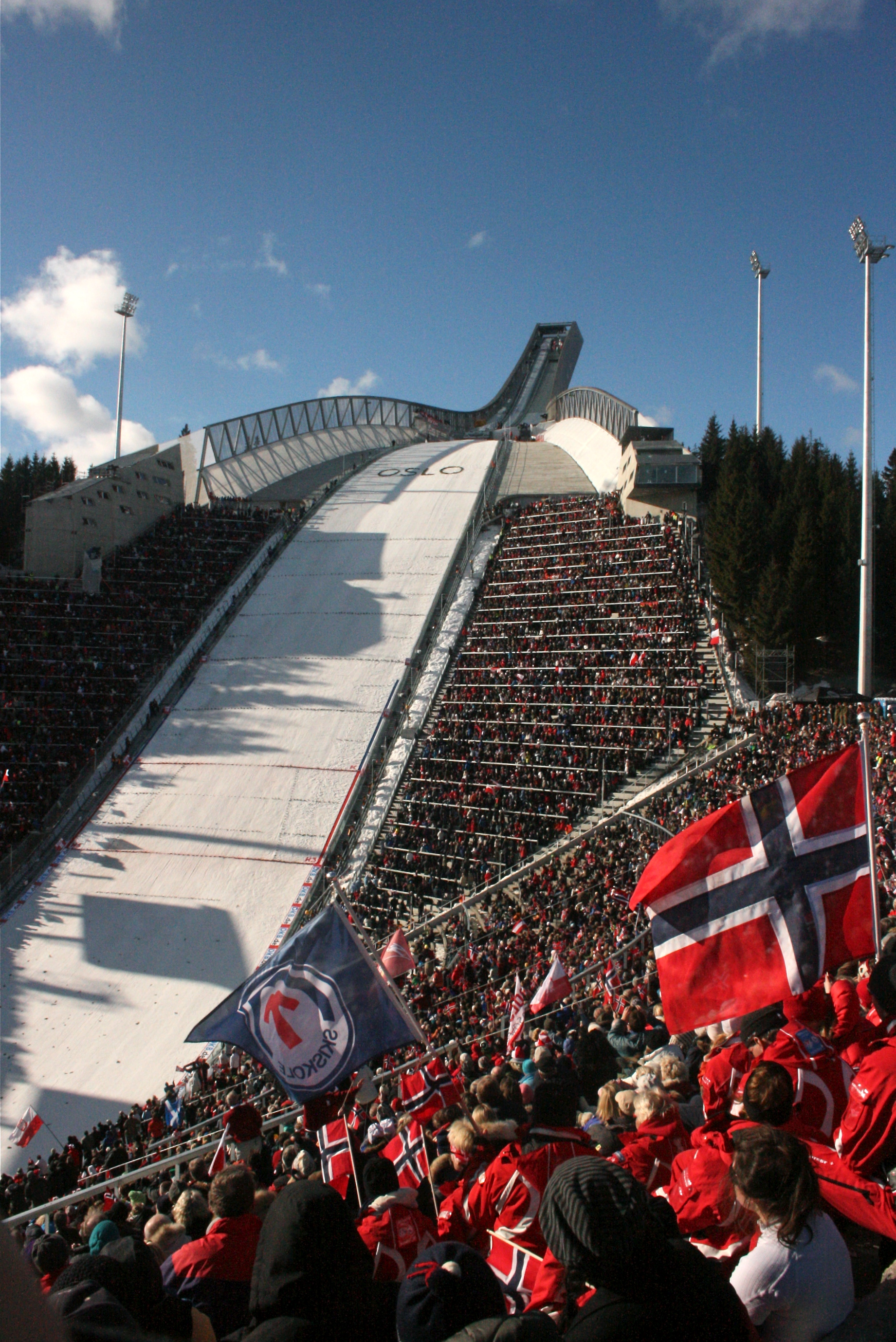
A rampa de esqui de Holmenkollbakken
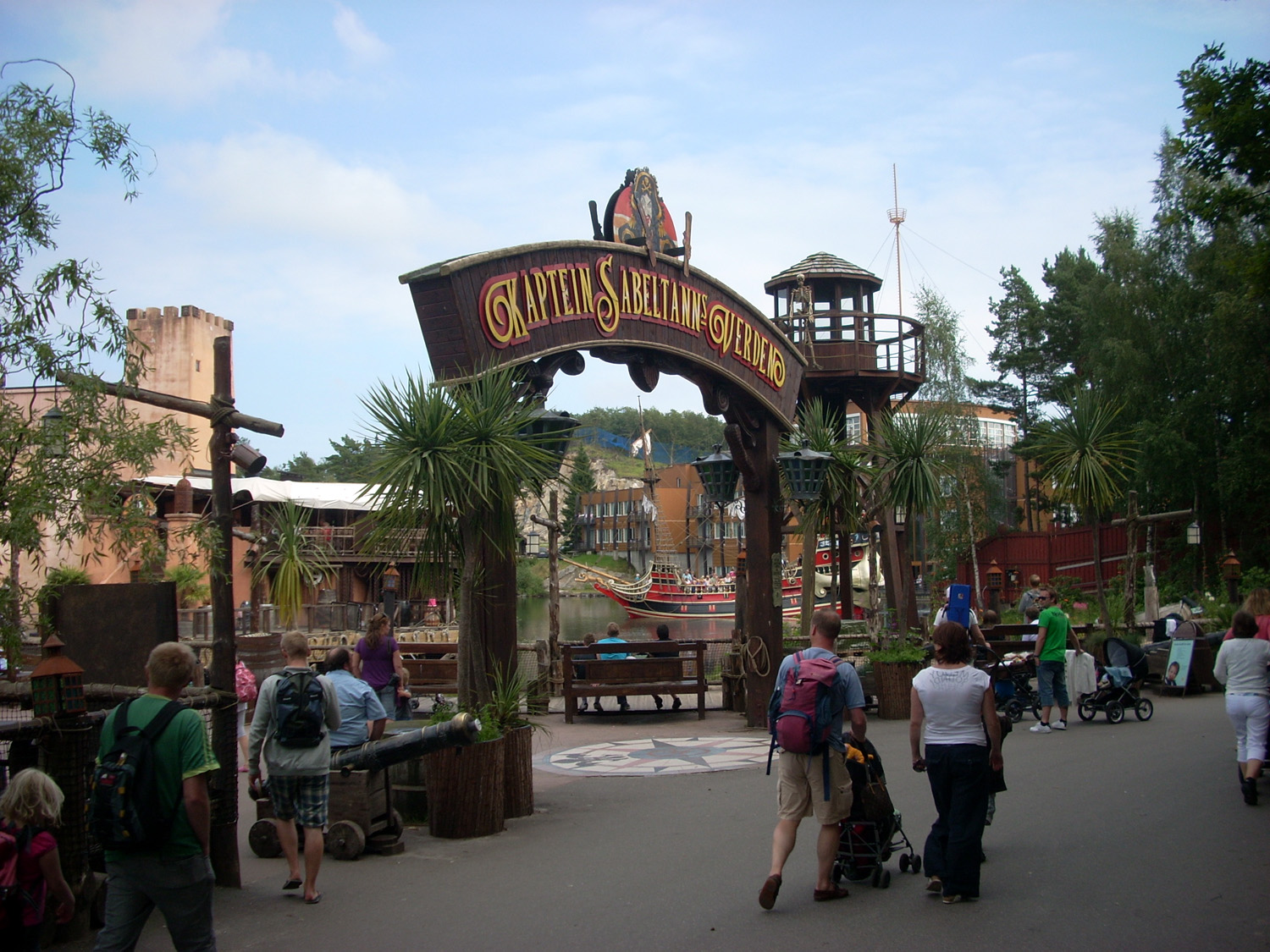
O parque zoológico e de diversão de Kristiansand
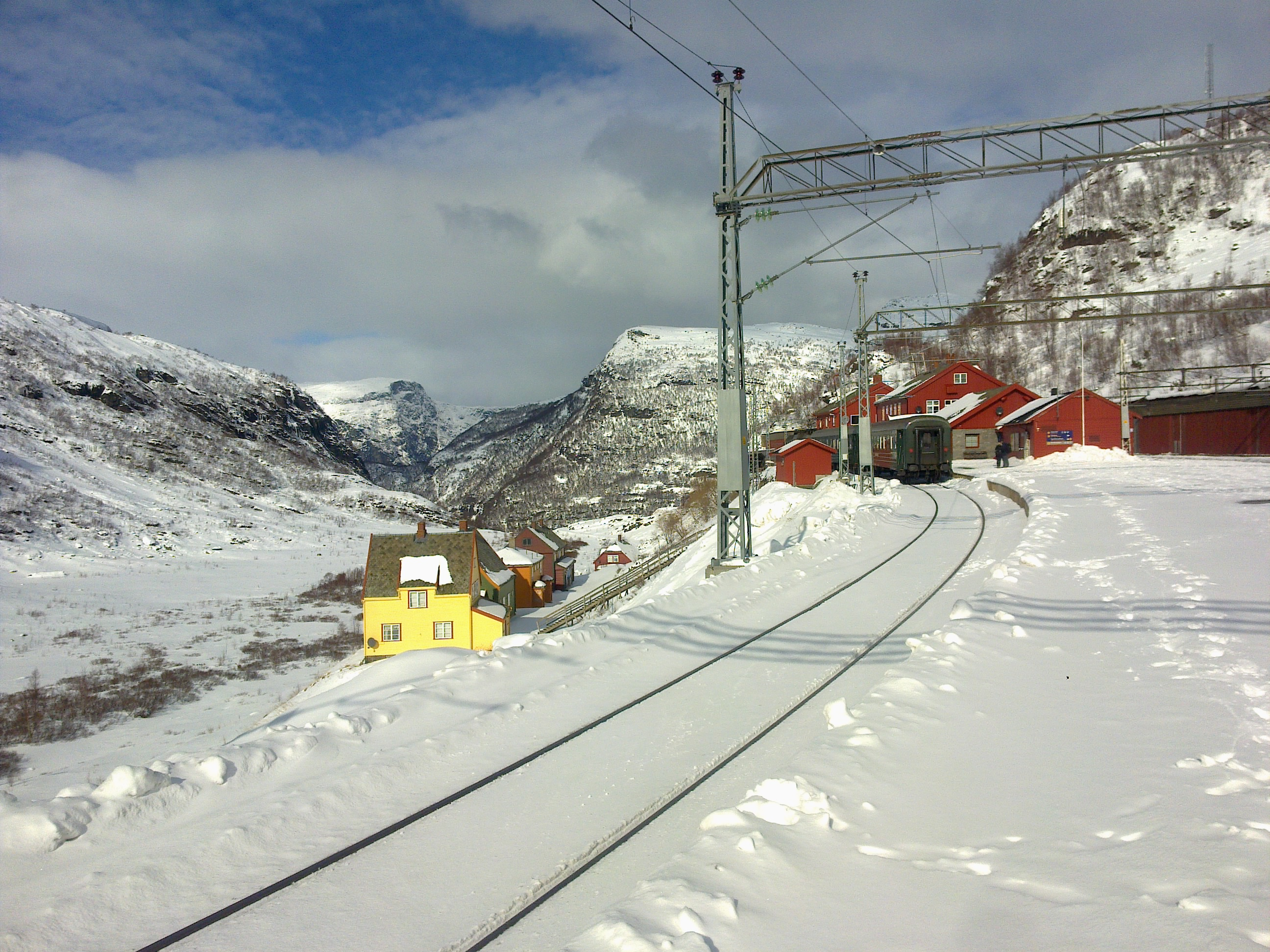
A linha férrea de Flåm
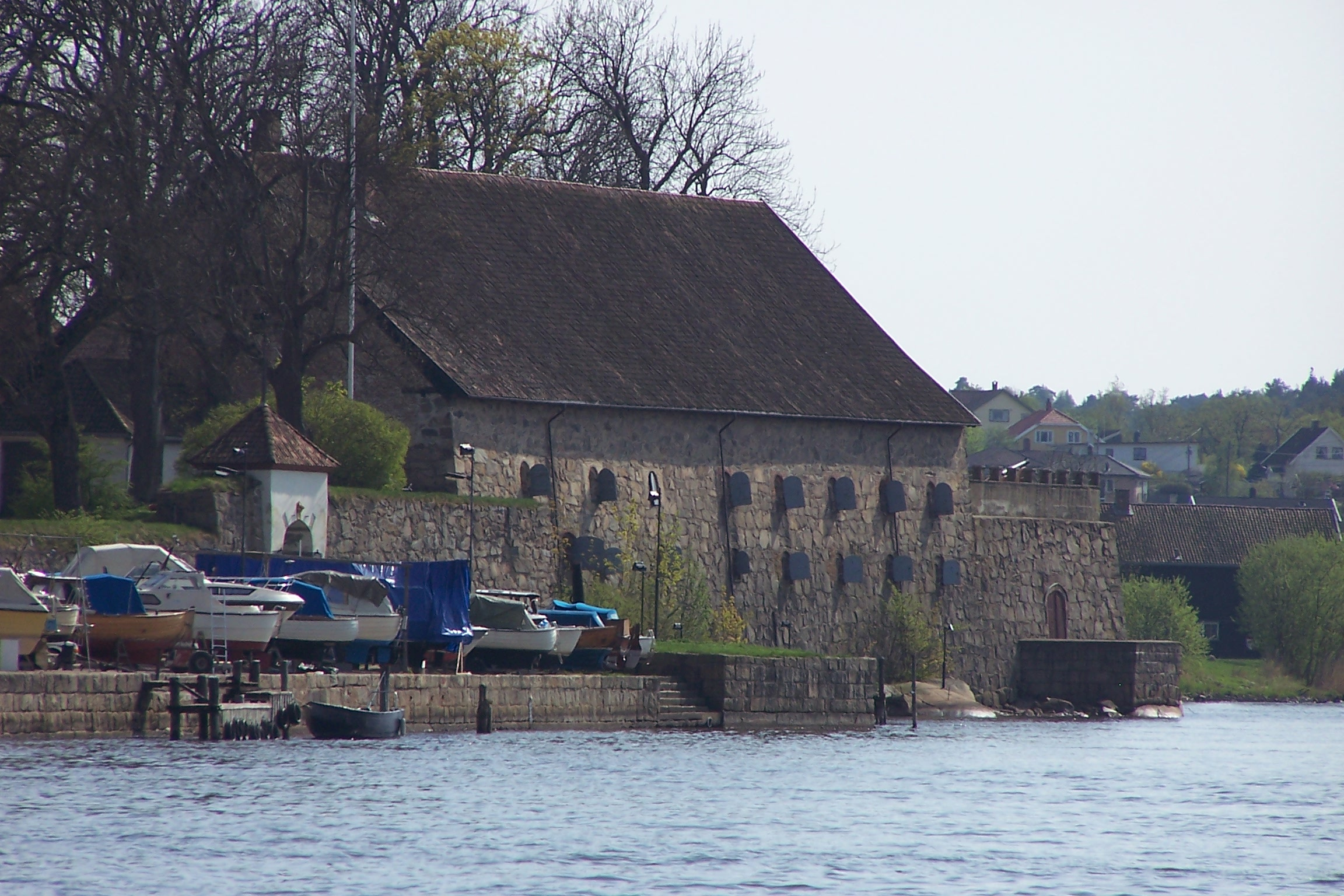
A casa fortificada de Fredrikstad
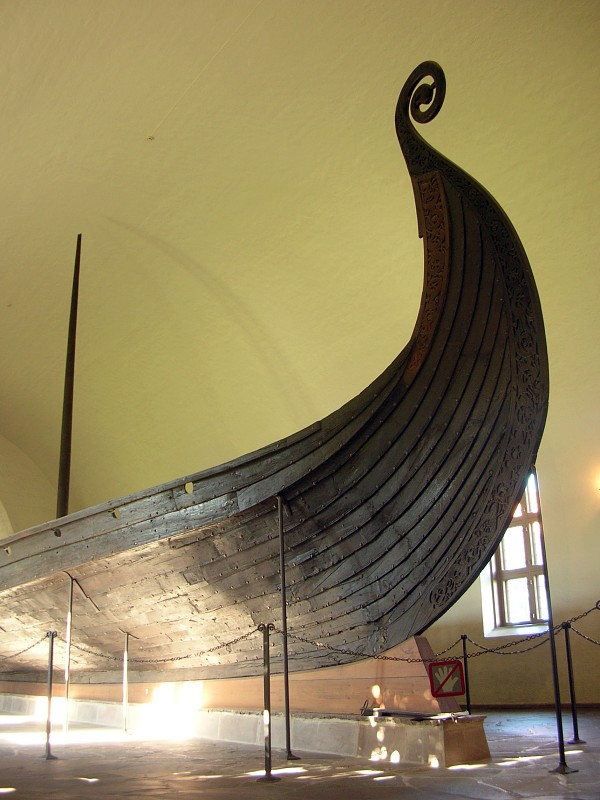
Museu dos barcos viquingues de Oslo
- Aurora boreal em Troms
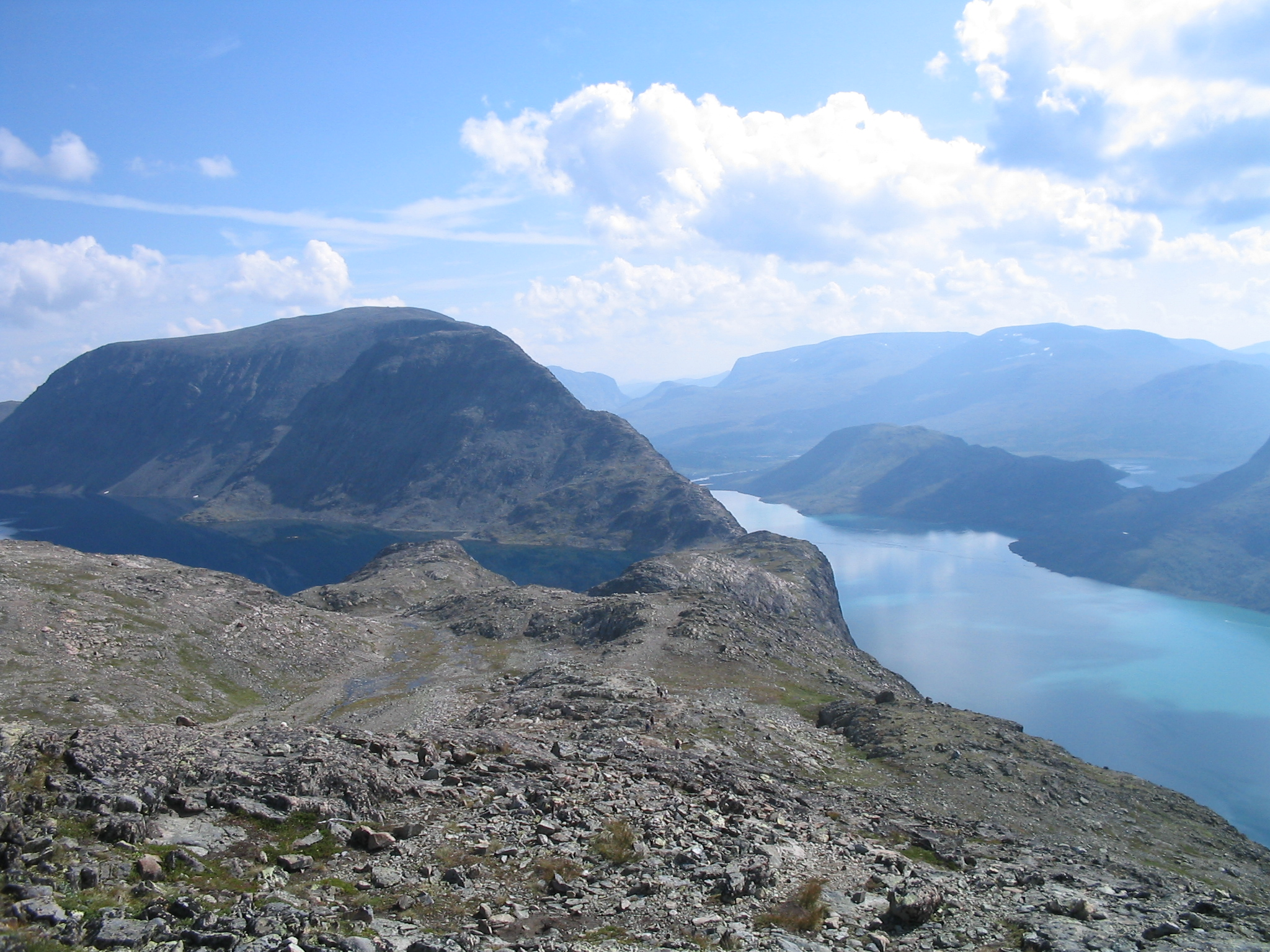
A cordilheira de Jotunheimen
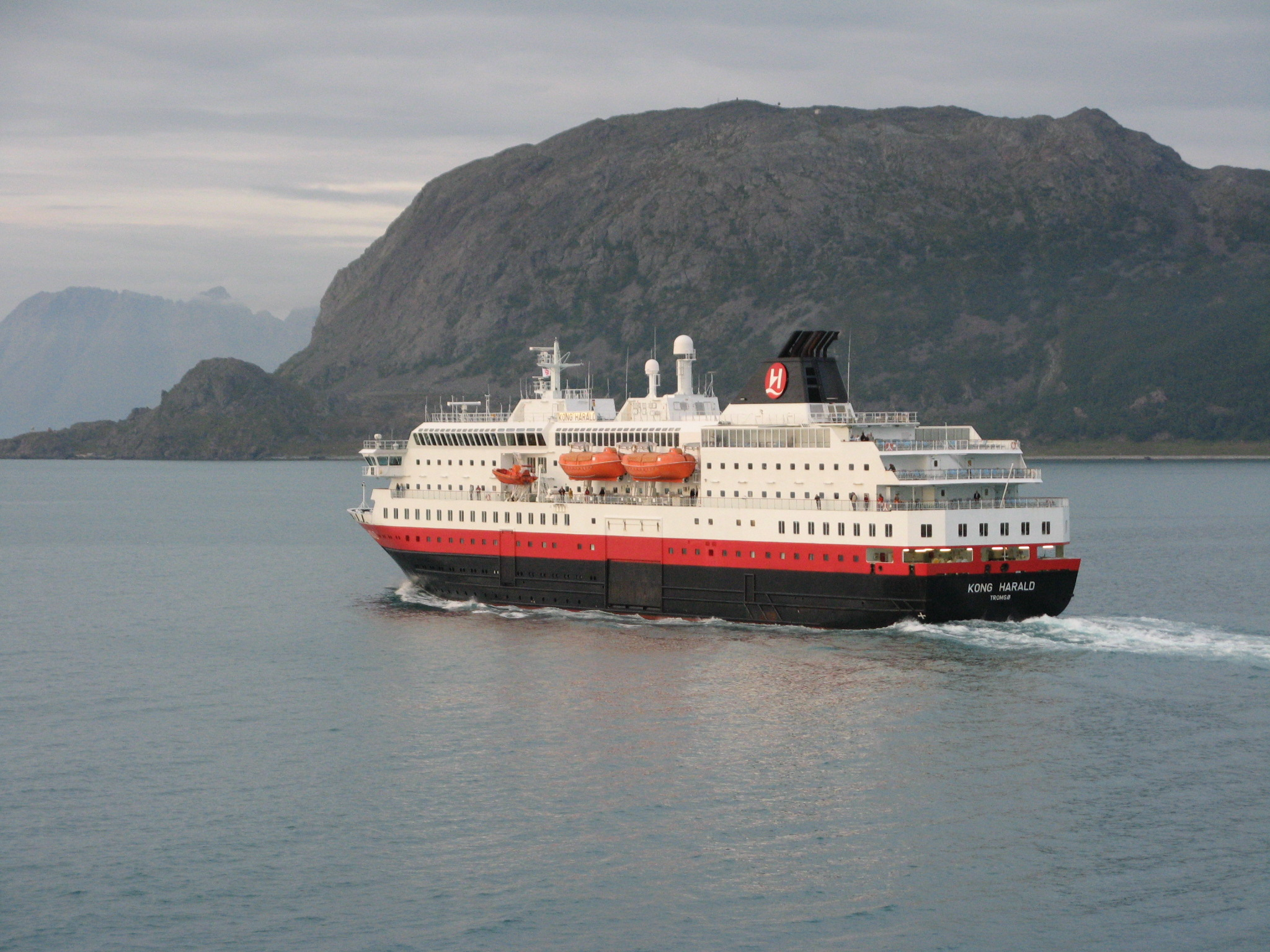
A linha marítima Hurtigruten, entre Bergen e Kirkenes
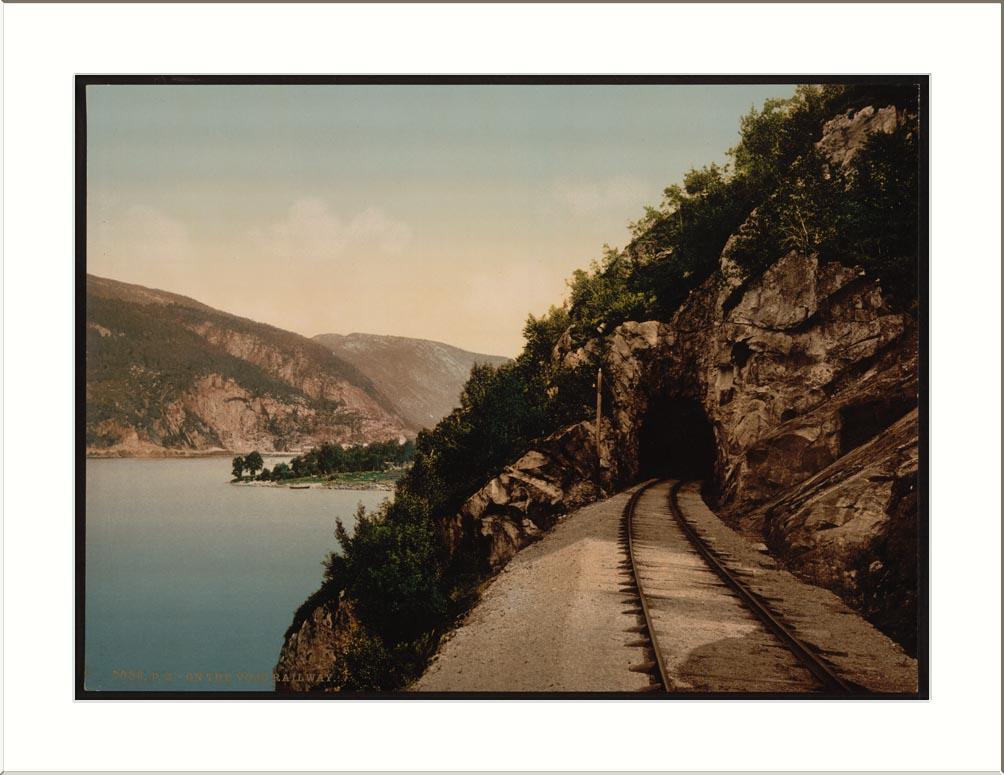
A ferrovia Oslo-Bergen
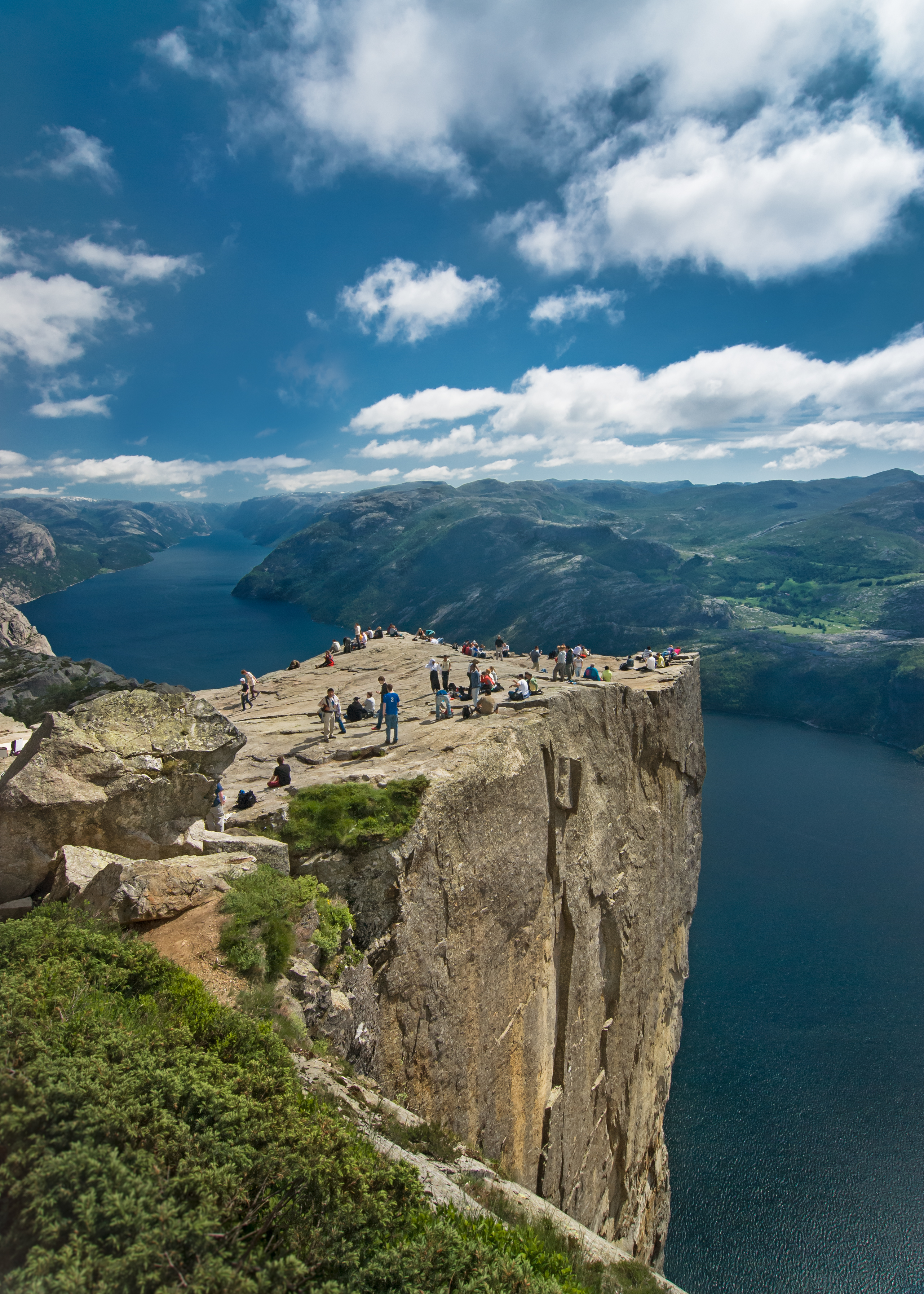
Falésia de Preikestolen
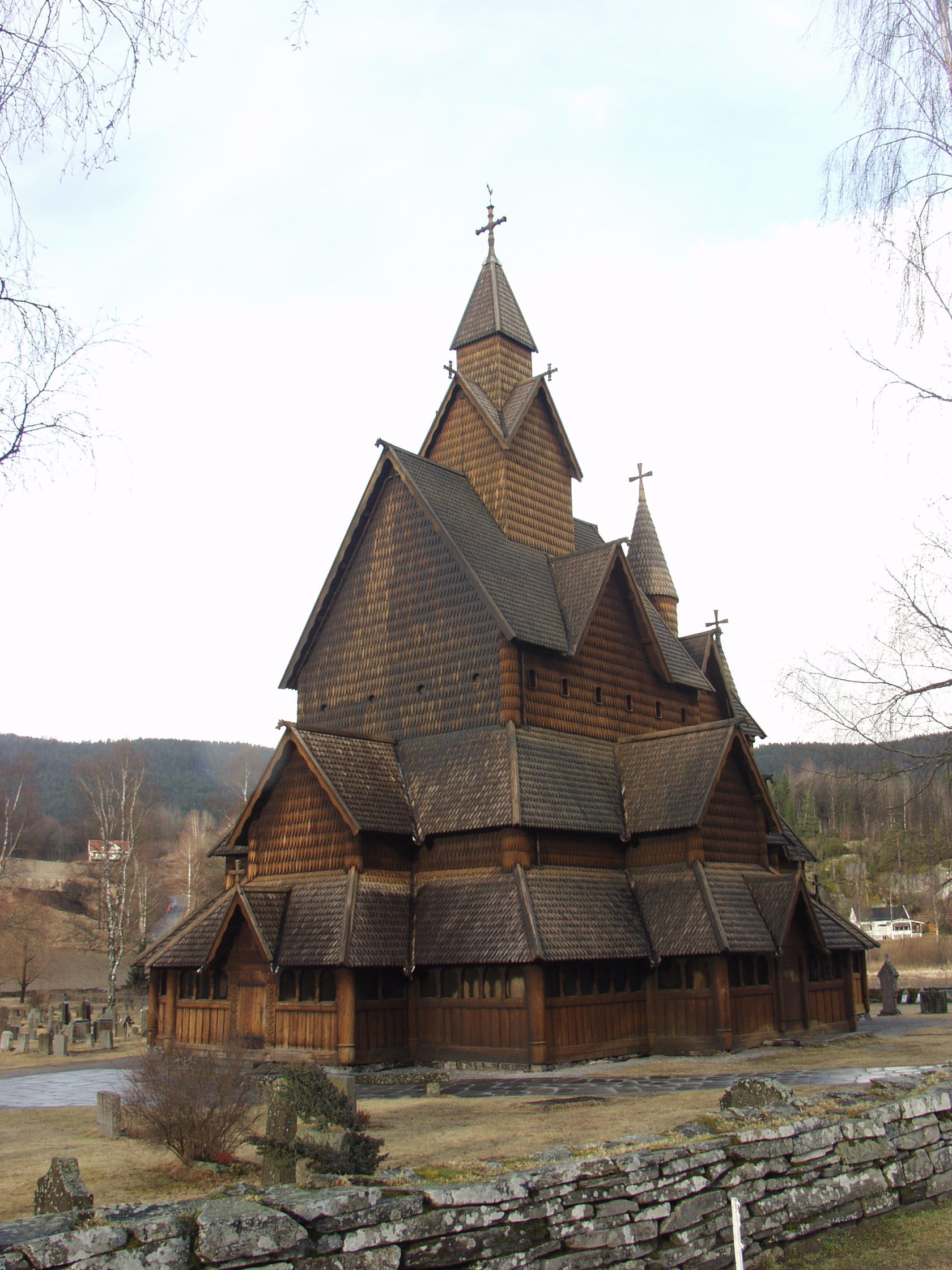
Igreja de Madeira de Heddal